# Volvo B9S
Volvo B9S är ett busschassi tillverkat av Volvo Bussar mellan 2002 och 2011.

## Egenskaper
Volvo B9S är ett ledbusschassi med lågentré (B9SALE) eller helt lågt golv (B9SALF) och har motorn stående på vänster sida mellan den främre enhetens fram och bakaxel med drivning på sistnämnda.
B9S-chassit får i allmänhet säkrare vägegenskaper än ett traditionellt låggolvsledbusschassi med motorn längst bak, även utan elektroniska antispinn- och antisladd-system. Dels för att drivningen hamnar framför delningen på bussen, vilket gör att den inte viker sig lika lätt i till exempel halka.
Även en stor del av tyngdpunkten är placerad mellan de främre axlarna vilket ökar stabiliteten en del.
Nackdelarna är att bullernivån blir högre i den främre delen av bussen och runt förarplatsen samt att områdena runt mittgången framtill är trängre än på vanliga låggolvsledbussar och att det därmed finns mindre plats för säten och rullstolar/barnvagnar i bussens främre del. På lågentrébussar blir det även mindre yta låggolv totalt sett än på lågentréledbussar med motorn längst bak. I och med motorns sidplacering blir även viktfördelningen mellan de drivande hjulen ojämn vilket gör att slitaget blir ojämnt mellan dem och på drivaxeln. Det gör även att det högra mitthjulet (det drivhjulet med minst tyngd) lättare tappar fästet så att bussen börjar spinna vid halka, det senare kan dock avhjälpas med en så kallad differentialbroms.

## Historia
Volvo Bussar hade under 1980- och 1990-talen varit pionjärer med sitt mittmotorchassi B10M, och i samband med att detta chassi skulle ersättas i början av 2000-talet tog man vid sidan om normalgolvschassit B12MA fram B9S som hade ett för de svenska busstillverkarna men även många andra busstillverkare i stort ett unikt koncept med både lågt golv och mittmotor i en tid då samtliga låggolvschassin som erbjöds på den svenska marknaden hade bakmonterade motorer och därmed inte allt för goda vägegenskaper vintertid. Tanken med detta var att kunna bibehålla det vägsäkra mittmotorkonceptet men samtidigt inte behöva tumma på tillgängligheten. För att möjliggöra detta placerades motorn stående på vänster sida om mittgången med en stor del av utrustningen på taket för att öka innerutrymmena. Till en början sålde B9S bra framförallt hos operatörerna inom Stockholmsområdet och inom Göteborgs stadstrafik. Efter 2008 blev det dock alltmera ovanligt dels på grund av att det inte gick att få med alternativa drivmedel såsom etanol och biogas men även för att de olika speciallösningarna gjorde bussar med dessa chassin dyra i service vilket gjorde att de främsta konkurrenterna Scania OmniLink och MAN Lion's City började gå om försäljningsmässigt trots bakmonterade motorer. Under 2010 tog Volvo Bussar beslut om att lägga ner tillverkningen av mittmotorchassin på grund av dålig lönsamhet. Volvo B9S var inget undantag från den regeln och tillverkningen upphörde till slut helt under sommaren 2011.

## Teknik
B9S-chassit, som i Sverige tillverkades i Borås, fanns tillgängligt i vanligt ledbussutförande (18 eller 18,75 meter) och i dubbelt ledbussutförande (24–27 meter). Det gick antingen att få med lågentré (Volvo B9SALE) och från 2005 även med helt lågt golv (Volvo B9SALF). B9SALF fanns även i dubbelledat utförande. Motorn är en dieseldriven 9-literssexa (Volvo D9A och senare Volvo D9B) monterad stående mitt emellan första och andra hjulaxeln på vänster sida om mittgången. Den främsta anledningen till att motorn står upp är för att den ska ta mindre plats åt sidan och därmed göra mittgången bredare och därmed andelen låggolv i den främre delen större än om den hade varit liggande. Motorn återfinns även i lastbilsmodellen Volvo FM9 och i och med att den även är stående monterad i Volvo B9S behöver den inte modifieras. Kylsystemet sitter längst fram på taket, ovanför och bakom vindrutan. Drivlinan är asymmetrisk med differentialväxeln monterad i det vänstra drivhjulets hjulhus.
I Sverige byggdes kompletta bussar till dessa chassin av Volvo själva vid deras fabrik i Säffle vilket skapade bussarna Volvo 8500 och Volvo 7500 där den förstnämnda är en 18,75 meter lång lågentrébuss främst avsedd för regionalbusstrafik medan den andra är en ren stadsbuss, antingen med 18 eller 24 meters längd med en respektive två leder och med helt lågt golv.

## I trafik
Volvo B9S sålde som bäst i Sverige mellan 2006 och 2008, och då främst i Stockholms län där den varit mycket vanlig i stockholmsförorterna och i kranskommunerna runt Stockholms stad. Den vanligaste varianten i Sverige var lågentrébussen Volvo 8500 som utöver Stockholms län även har förekommit i andra län runtom i landet och även varit vanlig som stadsbuss i Umeå. Volvo 7500 såldes endast som ny i Göteborgs stad och fanns där både som vanlig ledbuss och dubbelledbuss där den främst gick på olika stombusslinjer. Volvo 7500 och 8500 såldes endast nya i Sverige, men i och med att uttjänta exemplar exporterats har busstyperna även förekommit i varierad skala i Estland, Frankrike och Norge.

## Galleri

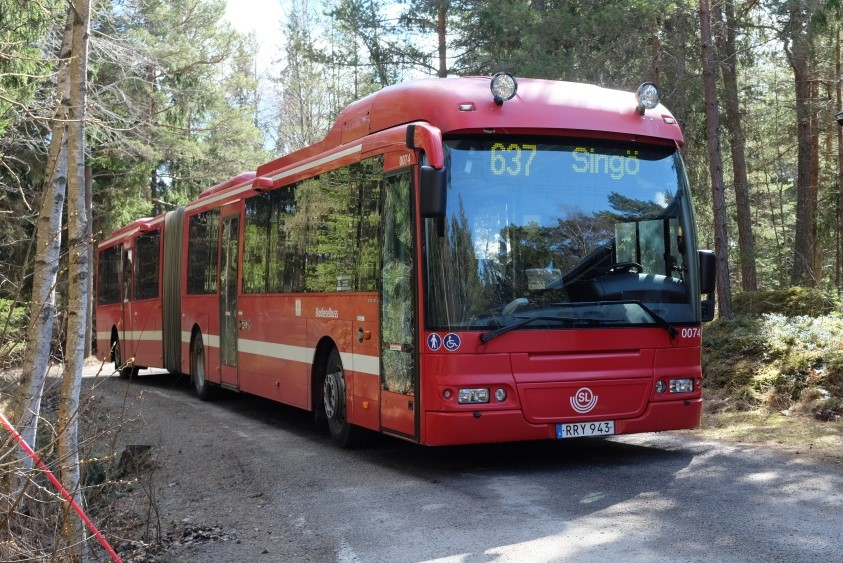
Volvo B9S i Roslagen utanför Stockholm.
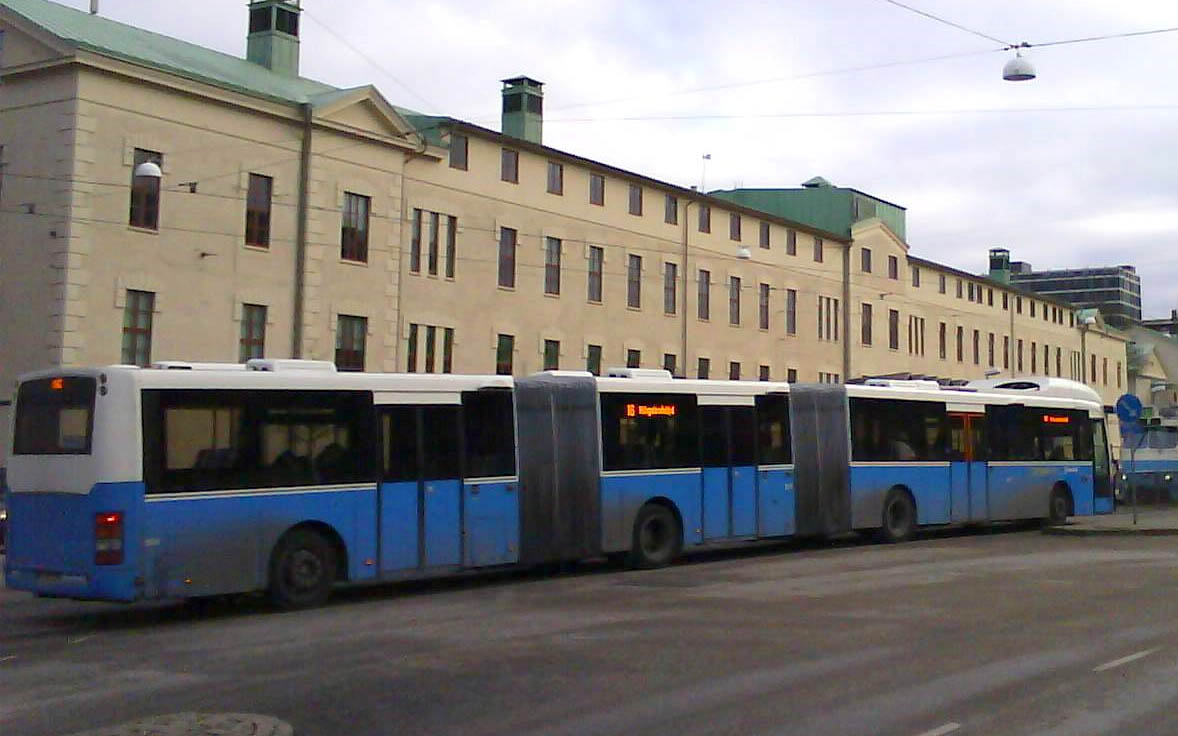
Äldre, dubbelledad Volvo 7500 med B9SALF-chassi i Göteborg.
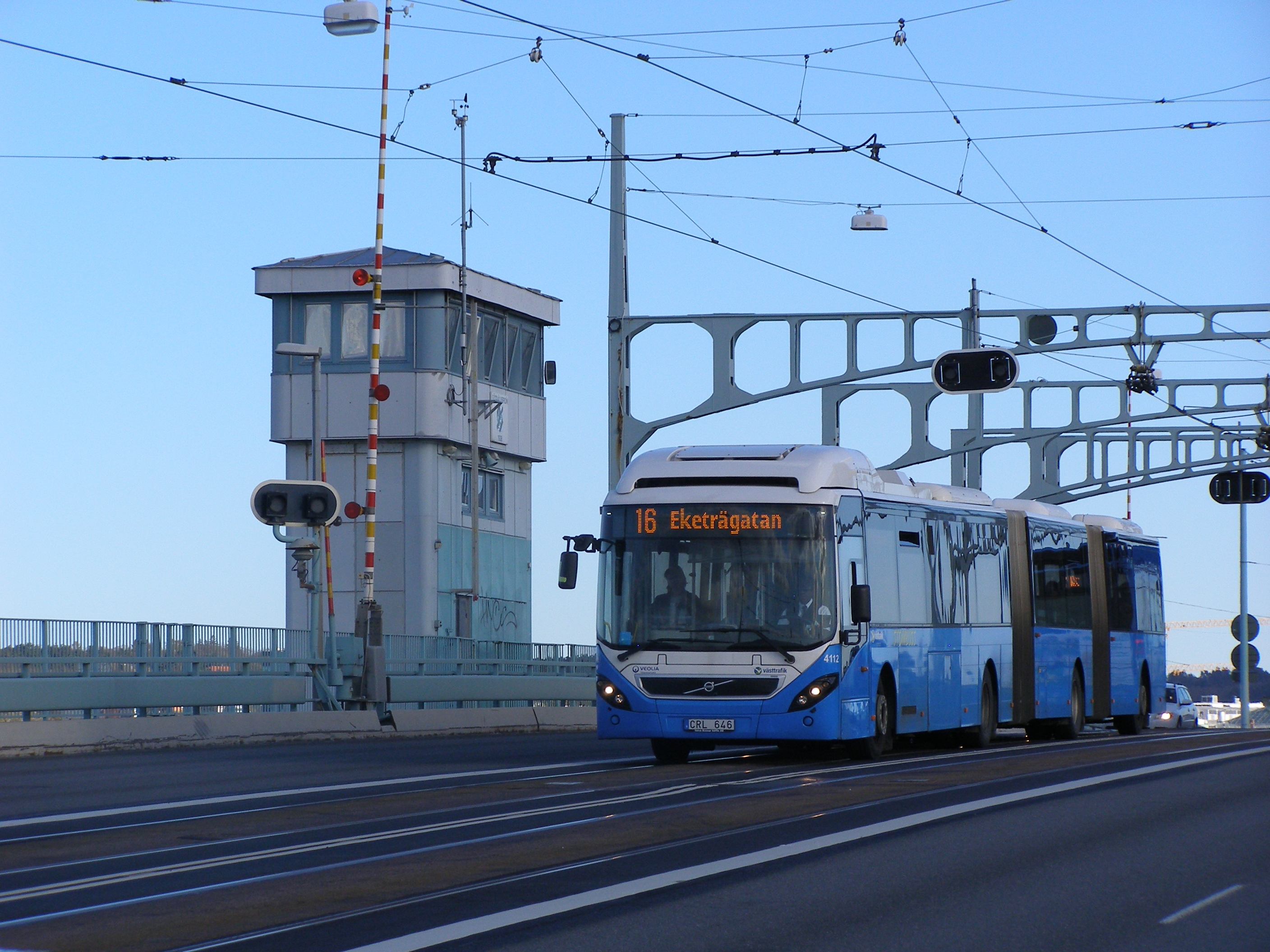
Nyare, dubbelledad Volvo 7500 med B9SALF-chassi på Götaälvbron i Göteborg.